# Emilio Pizzi
Emilio Pizzi (Verona, 1º febbraio 1861 – Milano, 28 novembre 1940) è stato un musicista e compositore italiano.
Fu un acclamato operista che raggiunse una apprezzabile notorietà sia in Italia che all'estero a cavallo tra '800 e '900.

## Biografia
Nacque in una famiglia di modeste condizioni da Giuseppe, guardia-freno alla stazione ferroviaria di Verona e da Teresa Pirrotta. Ancora molto piccolo seguì la famiglia che ritornava a Urgnano, in provincia di Bergamo, loro luogo di origine.
All’età di otto anni fu affidato alla “Pia scuola di musica“ di Bergamo nella quale studiò pianoforte con Vincenzo Petrali, contrappunto con Alessandro Nini e composizione
con Matteo Solci.
 Dal 1881 frequentò il Conservatorio di Milano perfezionando la propria istruzione musicale con Antonio Bazzini e Amilcare Ponchielli diplomandosi nel 1885. Nei "saggi degli allievi" del 1884 aveva presentato con successo il suo concertato "La Risurrezione" per coro, orchestra e quattro arpe e, nel 1885, un Preludio per sola orchestra. Aveva composto frattanto il melodramma tragico "Lina" su libretto di Rodolfo Paravicini, che gli valse il "Premio Bonetti".
 Nel 1886, alla morte del suo maestro, compose l'elegia per pianoforte “Sulla tomba di Amilcare Ponchielli”, su motivi tratti da opere dell’autore de "La Gioconda", elegia che fu trascritta per grande orchestra ed eseguita al conservatorio di Milano il 28 febbraio 1886 nonché al «Teatro Concordia» di Cremona il 2 ottobre di quello stesso anno.
Nell’estate 1887 si recò a Londra dove, nel corso di un concerto tenutosi al «Crystal Palace» il 3 settembre, fece ascoltare un suo  “Scherzo” per orchestra. Tornato in Italia iniziò la composizione dell’opera romantica “Guglielmo Ratcliff“ su libretto di Angelo Zanardini dalla tragedia di Heinrich Heine, che vinse il concorso Baruzzi e, acquistata da Casa Ricordi, fu rappresentata con buon esito al «Teatro Comunale» di Bologna il 31 ottobre 1889. Ancora in quest’ anno ottenne il primo e il secondo premio al concorso dell'Accademia musicale di Firenze per un quartetto d'archi e nel 1890 il suo atto unico “Viviana” meritò una segnalazione al concorso lirico Sonzogno. Non altrettanto favorevole fu però l’esito del melodramma “Editha” su libretto di Sigmund Arkel, ispirato alla novella "Ein Gebet" (Una preghiera) di Carmen Sylva, pseudonimo d’arte di Elisabetta di Wied, regina consorte di Romania, rappresentato al «Teatro Dal Verme» di Milano il 4 giugno 1890.
 Successivamente il noto soprano Adelina Patti gli commissionò il dramma lirico "Gabriella" che egli compose su libretto di Charles Alfred Byrne e Fulvio Fulgonio e che fu portato al successo dalla celebre cantante in una lunga tournée alla Music Hall di Boston il 25 novembre 1893, alla Carnegie Hall di New York il 16 marzo 1894 e infine alla Royal Albert Hall di Londra il 2 giugno 1894. In questa città si guadagnò grande popolarità con le sue romanze, molte delle quali furono edite da “Robert Cocks & Co.", che pubblicò anche la sua operetta “The Bric-à-Brac Will“ scritta su libretto di Shaffo Justin Adair,  e rappresentata al « Lyric Theatre» il 28 ottobre 1895. Nel 1896 si classificò sesto al concorso Steiner con l’opera "Ultimo canto".
Il 26 giugno 1897 fu nominato direttore di quella che era stata la sua prima scuola, la "Pia Scuola di musica" di Bergamo e divenne anche Maestro di cappella della Basilica di santa Maria Maggiore. Per celebrare il centenario dalla nascita di Gaetano Donizetti compose un “Inno a Donizetti” su versi di Arturo Colautti che fu eseguito nel «Teatro Donizetti» di Bergamo il 22 agosto 1897 inoltre, nel 1898 una “Messa solenne” e un “Inno a sant’Alessandro”. Successivamente tornò a comporre opere liriche: anzitutto "Rosalba", che divenne la sua preferita, su libretto di Luigi Illica, rappresentata al «Teatro Carignano» di Torino il 31 maggio 1899 e, nello stesso anno,  "Don José di Galanzara", che firmò con il curioso pseudonimo Émile Dentelles. Infine la pantomima "Vanitas et amor", su libretto di Alfredo Edel, accolta freddamente al Teatro dal Verme di Milano il 26 gennaio 1900. Dopodiché si dimise dagli incarichi che aveva a Bergamo, tornò a Londra e, il 17 dicembre, sposò la gentildonna inglese Lucy Courtenay Locke. A Londra ripropose "Rosalba" al «Covent Garden» il 26 settembre 1902, opera che successivamente mise in scena anche in Germania al «Hoftheater» di Kassel il 21 ottobre 1904 nonché a Berlino, alla «Komische Oper» l'8 maggio 1908. In Germania inoltre riprese il suo "William Ratcliff" a Elberfeld il 18 marzo 1905. Allo stesso periodo risalgono anche "The magic eye of Egypt" e una "operatic Scene", "Betta the gipsy", su libretto di Edward Waltyere messa in scena a Londra nella «Collins’ Music Hall» il 10 giugno 1907.
 Nel dicembre 1932 si ritirò definitivamente nella sua villa di San Pellegrino Terme che aveva chiamato "Villa Rosalba" dal titolo della sua opera prediletta. Rimasto solo e in gravi difficoltà economiche, il 29 novembre 1939 fu accolto nella Casa di riposo per musicisti Giuseppe Verdi di Milano dove morì il 19 novembre 1940.